# Eogena contaminei
Eogena contaminei is een vlinder uit de familie uilen (Noctuidae). De wetenschappelijke naam is voor het eerst geldig gepubliceerd in 1847 door Eversmann.
De soort komt voor in Europa.